# بيتر ألين (لاعب هوكي الجليد)
بيتر ألين هو لاعب هوكي الجليد كندي، ولد في 6 مارس 1970 في كالغاري في كندا.

## وصلات خارجية
- بيتر ألين على موقع دوري الهوكي الوطني (الإنجليزية)
- بيتر ألين على موقع قاعة مشاهير الهوكي (لاعب أن.إتش.أل) (الإنجليزية)
- بيتر ألين على موقع EliteProspects.com (الإنجليزية)
- بيتر ألين على موقع Eurohockey.com (الإنجليزية)
- بيتر ألين على موقع HockeyDB.com (الإنجليزية)
- بيتر ألين على موقع Hockey-Reference.com (الإنجليزية)